# نيك بوليو
نيك بوليو هو لاعب هوكي جليد كندي، ولد في 19 أغسطس 1968.

## وصلات خارجية
- نيك بوليو على موقع دوري الهوكي الوطني (الإنجليزية)
- نيك بوليو على موقع EliteProspects.com (الإنجليزية)
- نيك بوليو على موقع HockeyDB.com (الإنجليزية)